# Atletica leggera ai Giochi della XXX Olimpiade - Eptathlon
Ai Giochi della XXX Olimpiade, tenutisi a Londra nel 2012, la competizione dell'eptathlon femminile  si è svolta tra il 3 e il 4 agosto presso lo Stadio Olimpico di Londra.

## Presenze ed assenze delle campionesse in carica
Per i campionati europei si considera l'edizione del 2010.
| Competizione         | Atleta              | Prestazione |              |
| -------------------- | ------------------- | ----------- | ------------ |
| Olimpiadi 2008       | Natalija Dobryns'ka | 6 733 p.    | Presente     |
| Commonwealth 2010    | Louise Hazel        | 6 156 p.    | Presente     |
| Europei 2010         | Jessica Ennis       | 6 823 p.    | Presente     |
| Panamericani 2011    | Lucimara da Silva   | 6 133 p.    | Squalificata |
| Africani 2011        | Margaret Simpson    | 6 172 p.    | Presente     |
| Mondiali 2011        | Jessica Ennis       | 6 751 p.    | Presente     |
|                      |                     |             |              |
| Mondiali junior 2008 | Carolin Schäfer     | 5 833 p.    | Non selez.   |

1. ↑  Sotto la bandiera della Gran Bretagna.

## Calendario
| Data             | Ora                     | Specialità                                                      |
| ---------------- | ----------------------- | --------------------------------------------------------------- |
| Venerdì 3 agosto | 10:05 11:15 19:00 20:45 | 100 metri ostacoli Salto in alto Getto del peso 200 metri piani |
| Sabato 4 agosto  | 10:05 11:40 20:35       | Salto in lungo Lancio del giavellotto 800 metri                 |

## La gara
Jessica Ennis (GB) corre i 100 ostacoli da specialista: il suo 12”54 è il record mondiale per le eptathlete. Balza subito in testa alla classifica. Il suo precedente primato personale era 12”79. Record personali anche per la canadese Jessica Zelinka (12”65) e Hyleas Fountain (USA, 12”70).
Nel salto in alto la lituana Austra Skujytė vince con 1,92 m; la Ennis e la Fountain raggiungono 1,86 m, un po' al di sotto del loro livello. Il getto del peso è ancora favorevole alla Skujytė: una bordata a 17,31 le vale il record mondiale per eptathlete. Nei 200 metri Jessica Ennis e Dafne Schippers fanno i migliori tempi: 22”83 per entrambe. Per la Ennis è il secondo record personale. Dopo la prima giornata la britannica conduce la gara, unica ad aver superato quattromila punti (4158). Dietro di lei Austra Skujyte (3974 p.)
La seconda giornata comincia con il salto in lungo. La campionessa in carica Natalija Dobryns'ka incappa in tre nulli (poi si ritira dalla competizione). La gara è vinta da Tat'jana Černova (6,54). Jessica Ennis è seconda è guadagna punti sulle avversarie. Nel giavellotto, dove Sofia Yfantidou batte il record olimpico per eptathlete (56,95), Austra Skujytė rosicchia 70 punti alla Ennis, pure autrice del suo record personale con 47,49.
Nell'ultima gara, gli 800 metri, la Ennis corre in 2'08”65 (quarto primato personale) e raggiunge 6955 punti: è oro con il nuovo record britannico. L'ultima gara rivoluziona la classifica: Lilli Schwarzkopf e Tat'jana Černova, rispettivamente quinta e sesta dopo sei gare, risalgono la classifica fino al secondo e terzo posto finale.
Il margine tra la prima e la seconda classificata è consistente: 306 punti. Cinque delle prime sei atlete hanno realizzato il proprio record personale.

Austra Skujytė, quinta con 6.599 punti, ha fatto meglio di Atene 2004, quando con 6.435 punti vinse il bronzo.

## Prima giornata

### 100 metri ostacoli
Venerdì 3 agosto.
1ª serie ore 10:05, 2ª serie ore 10:11, 3ª serie ore 10:17, 4ª serie ore 10:23, 5ª serie ore 10:29.
| Pos | Serie | Corsia | Atleta                     | Paese         | Tempo | Punteggio | Note                          |
| --- | ----- | ------ | -------------------------- | ------------- | ----- | --------- | ----------------------------- |
| 1   | 5     | 8      | Jessica Ennis              | Gran Bretagna | 12"54 | 1195      | Record mondiale               |
| 2   | 5     | 2      | Jessica Zelinka            | Canada        | 12"65 | 1178      | Miglior prestazione personale |
| 3   | 5     | 9      | Hyleas Fountain            | Stati Uniti   | 12"70 | 1170      | Miglior prestazione personale |
| 4   | 5     | 7      | Sara Aerts                 | Belgio        | 12"94 | 1133      | Miglior prestazione personale |
| 5   | 5     | 3      | Antoinette Nana Djimou Ida | Francia       | 12"96 | 1130      | Miglior prestazione personale |
| 6   | 1     | 8      | Karolina Tymińska          | Polonia       | 13"22 | 1091      |                               |
| 7   | 4     | 5      | Ljudmyla Josypenko         | Ucraina       | 13"25 | 1087      | Miglior prestazione personale |
| 8   | 4     | 3      | Lilli Schwarzkopf          | Germania      | 13"26 | 1086      | Miglior prestazione personale |
| 9   | 5     | 4      | Brianne Theisen            | Canada        | 13"30 | 1080      |                               |
| 10  | 3     | 2      | Hanna Mel'nyčenko          | Ucraina       | 13"32 | 1077      |                               |
| 11  | 3     | 9      | Ellen Sprunger             | Svizzera      | 13"35 | 1072      | Miglior prestazione personale |
| 12  | 4     | 2      | Kristina Savickaja         | Russia        | 13"37 | 1069      | Miglior prestazione personale |
| 13  | 3     | 6      | Jennifer Oeser             | Germania      | 13"42 | 1062      |                               |
| 14  | 5     | 5      | Uhunoma Osazuwa            | Nigeria       | 13"46 | 1056      |                               |
| 15  | 5     | 6      | Tat'jana Černova           | Russia        | 13"48 | 1053      |                               |
| 15  | 3     | 5      | Louise Hazel               | Gran Bretagna | 13"48 | 1053      |                               |
| 15  | 4     | 9      | Katarina Johnson-Thompson  | Gran Bretagna | 13"48 | 1053      | =                             |
| 15  | 4     | 8      | Dafne Schippers            | Paesi Bassi   | 13"48 | 1053      |                               |
| 19  | 4     | 7      | Chantae McMillan           | Stati Uniti   | 13"49 | 1052      |                               |
| 20  | 4     | 6      | Grit Šadeiko               | Estonia       | 13"50 | 1050      |                               |
| 21  | 4     | 4      | Ol'ga Kurban               | Russia        | 13"56 | 1041      |                               |
| 22  | 3     | 3      | Sharon Day                 | Stati Uniti   | 13"57 | 1040      | Miglior prestazione personale |
| 22  | 2     | 4      | Natalija Dobryns'ka        | Ucraina       | 13"57 | 1040      |                               |
| 24  | 3     | 4      | Jessica Samuelsson         | Svezia        | 13"58 | 1039      | Miglior prestazione personale |
| 25  | 2     | 6      | Nadine Broersen            | Paesi Bassi   | 13"64 | 1030      | Miglior prestazione personale |
| 26  | 3     | 9      | Aiga Grabuste              | Lettonia      | 13"65 | 1028      |                               |
| 27  | 3     | 7      | Laura Ikauniece            | Lettonia      | 13"71 | 1020      |                               |
| 28  | 2     | 8      | Marisa De Aniceto          | Francia       | 13"74 | 1015      |                               |
| 29  | 2     | 9      | Sofia Yfantidou            | Grecia        | 13"82 | 1004      |                               |
| 30  | 2     | 3      | Sarah Cowley               | Nuova Zelanda | 13"95 | 985       |                               |
| 31  | 1     | 5      | Jana Maksimava             | Bielorussia   | 13"97 | 983       | Miglior prestazione personale |
| 32  | 1     | 4      | Austra Skujytė             | Lituania      | 14"00 | 978       |                               |
| 33  | 2     | 5      | Eliška Klucinová           | Rep. Ceca     | 14"01 | 977       | Miglior prestazione personale |
| 34  | 1     | 3      | Ida Marcussen              | Norvegia      | 14"08 | 967       |                               |
| 35  | 2     | 7      | Irina Karpova              | Kazakistan    | 14"21 | 949       |                               |
| 36  | 1     | 2      | Györgyi Farkas             | Ungheria      | 14"33 | 932       |                               |
| 37  | 1     | 6      | Julia Mächtig              | Germania      | 14"54 | 903       |                               |
| 38  | 1     | 7      | Ivona Dadic                | Austria       | 14"58 | 898       | Miglior prestazione personale |
| -   | 2     | 2      | Margaret Simpson           | Ghana         | NP    | NP        |                               |

### Salto in alto
Venerdì 3 agosto.
Gruppo A e gruppo B ore 11:15.
| Pos | Gruppo | Atleta                     | Paese         | Salti | Salti | Salti | Salti | Salti | Salti | Salti | Salti | Salti | Salti | Salti | Salti | Salti | Salti | Risultato | Punti | Note                                     |
| Pos | Gruppo | Atleta                     | Paese         | 1,56  | 1,59  | 1,62  | 1,65  | 1,68  | 1,71  | 1,74  | 1,77  | 1,80  | 1,83  | 1,86  | 1,89  | 1,92  | 1,95  | Risultato | Punti | Note                                     |
| --- | ------ | -------------------------- | ------------- | ----- | ----- | ----- | ----- | ----- | ----- | ----- | ----- | ----- | ----- | ----- | ----- | ----- | ----- | --------- | ----- | ---------------------------------------- |
| 1   | A      | Austra Skujytė             | Lituania      | --    | --    | --    | --    | --    | O     | O     | O     | O     | XO    | XXO   | XXO   | O     | XXX   | 1,92 m    | 1132  | Miglior prestazione personale            |
| 2   | A      | Katarina Johnson-Thompson  | Gran Bretagna | --    | --    | --    | --    | --    | O     | O     | O     | XO    | O     | XO    | XO    | XXX   |       | 1,89 m    | 1093  | Miglior prestazione personale            |
| 3   | A      | Jana Maksimava             | Bielorussia   | --    | --    | --    | --    | --    | --    | O     | O     | O     | O     | XO    | XXO   | XXX   |       | 1,89 m    | 1093  |                                          |
| 4   | A      | Hyleas Fountain            | Stati Uniti   | --    | --    | --    | --    | --    | --    | O     | O     | O     | O     | O     | XXX   |       |       | 1,86 m    | 1054  |                                          |
| 5   | A      | Jessica Ennis              | Gran Bretagna | --    | --    | --    | --    | --    | --    | O     | O     | XO    | O     | XXO   | XXX   |       |       | 1,86 m    | 1054  |                                          |
| 5   | A      | Nadine Broersen            | Paesi Bassi   | --    | --    | --    | --    | --    | --    | O     | O     | XO    | O     | XXO   | XXX   |       |       | 1,86 m    | 1054  |                                          |
| 7   | A      | Lilli Schwarzkopf          | Germania      | --    | --    | --    | --    | --    | XO    | O     | O     | XO    | O     | XXX   |       |       |       | 1,83 m    | 1016  | =                                        |
| 7   | A      | Kristina Savickaja         | Russia        | --    | --    | --    | --    | --    | O     | XO    | XO    | O     | O     | XXX   |       |       |       | 1,83 m    | 1016  |                                          |
| 9   | A      | Laura Ikauniece            | Lettonia      | --    | --    | --    | --    | --    | --    | O     | XO    | O     | XO    | XXX   |       |       |       | 1,83 m    | 1016  |                                          |
| 10  | A      | Nataljia Dobryns'ka        | Ucraina       | --    | --    | --    | --    | --    | O     | XO    | O     | XO    | XO    | XXX   |       |       |       | 1,83 m    | 1016  |                                          |
| 11  | A      | Brianne Theisen            | Canada        | --    | --    | --    | --    | --    | O     | O     | O     | XO    | XXO   | XXX   |       |       |       | 1,83 m    | 1016  |                                          |
| 12  | B      | Ljudmyla Josypenko         | Ucraina       | --    | --    | --    | --    | O     | O     | XO    | O     | XO    | XXO   | XXX   |       |       |       | 1,83 m    | 1016  |                                          |
| 13  | A      | Eliška Klucinová           | Rep. Ceca     | --    | --    | --    | --    | --    | O     | O     | O     | O     | XXX   |       |       |       |       | 1,80 m    | 978   |                                          |
| 13  | A      | Jennifer Oeser             | Germania      | --    | --    | --    | --    | --    | --    | O     | O     | O     | XXX   |       |       |       |       | 1,80 m    | 978   |                                          |
| 13  | A      | Hanna Mel'nyčenko          | Ucraina       | --    | --    | --    | --    | --    | O     | O     | O     | O     | XXX   |       |       |       |       | 1,80 m    | 978   |                                          |
| 16  | A      | Tat'jana Černova           | Russia        | --    | --    | --    | --    | --    | --    | O     | O     | XO    | XXX   |       |       |       |       | 1,80 m    | 978   |                                          |
| 17  | B      | Ivona Dadic                | Austria       | --    | --    | O     | O     | O     | O     | O     | XO    | XO    | XXX   |       |       |       |       | 1,80 m    | 978   |                                          |
| 18  | A      | Sarah Cowley               | Nuova Zelanda | --    | --    | --    | --    | --    | --    | O     | O     | XXO   | XXX   |       |       |       |       | 1,80 m    | 978   |                                          |
| 19  | A      | Antoinette Nana Djimou Ida | Francia       | --    | --    | --    | --    | --    | O     | O     | XO    | XXO   | XXX   |       |       |       |       | 1,80 m    | 978   |                                          |
| 20  | B      | Györgyi Farkas             | Ungheria      | --    | --    | --    | O     | --    | XO    | XO    | XO    | XXO   | XXX   |       |       |       |       | 1,80 m    | 978   |                                          |
| 21  | A      | Ol'ga Kurban               | Russia        | --    | --    | --    | --    | --    | O     | O     | XXO   | XXO   | XXX   |       |       |       |       | 1,80 m    | 978   |                                          |
| 22  | B      | Dafne Schippers            | Paesi Bassi   | --    | --    | --    | O     | O     | O     | XO    | XXO   | XXO   | XXX   |       |       |       |       | 1,80 m    | 978   | Miglior prestazione personale            |
| 23  | B      | Aiga Grabuste              | Lettonia      | --    | --    | --    | --    | O     | O     | O     | XO    | XXX   |       |       |       |       |       | 1,77 m    | 941   |                                          |
| 24  | B      | Jessica Samuelsson         | Svezia        | --    | --    | O     | O     | O     | O     | XXO   | XO    | XX-   | --    | R     |       |       |       | 1,77 m    | 941   | =                                        |
| 25  | A      | Sharon Day                 | Stati Uniti   | --    | --    | --    | --    | --    | --    | XO    | XXO   | XXX   |       |       |       |       |       | 1,77 m    | 941   |                                          |
| 26  | A      | Uhunoma Osazuwa            | Nigeria       | --    | --    | --    | --    | O     | O     | XXO   | XXO   | XXX   |       |       |       |       |       | 1,77 m    | 941   |                                          |
| 27  | B      | Grit Šadeiko               | Estonia       | --    | --    | --    | O     | O     | O     | XO    | XXX   |       |       |       |       |       |       | 1,74 m    | 903   |                                          |
| 28  | B      | Ellen Sprunger             | Svizzera      | --    | --    | XO    | XO    | O     | XO    | XXX   |       |       |       |       |       |       |       | 1,71 m    | 867   |                                          |
| 29  | B      | Marisa De Aniceto          | Francia       | --    | --    | O     | O     | XO    | XXO   | XXX   |       |       |       |       |       |       |       | 1,71 m    | 867   |                                          |
| 30  | B      | Jessica Zelinka            | Canada        | --    | --    | --    | O     | O     | XXX   |       |       |       |       |       |       |       |       | 1,68 m    | 830   |                                          |
| 30  | B      | Sofia Yfantidou            | Grecia        | O     | O     | O     | O     | O     | XXX   |       |       |       |       |       |       |       |       | 1,68 m    | 830   |                                          |
| 30  | B      | Irina Karpova              | Kazakistan    | --    | --    | O     | O     | O     | XXX   |       |       |       |       |       |       |       |       | 1,68 m    | 830   |                                          |
| 30  | B      | Ida Marcussen              | Norvegia      | --    | --    | O     | O     | O     | XXX   |       |       |       |       |       |       |       |       | 1,68 m    | 830   |                                          |
| 34  | B      | Julia Mächtig              | Germania      | --    | --    | --    | XO    | O     | XXX   |       |       |       |       |       |       |       |       | 1,68 m    | 830   |                                          |
| 35  | B      | Chantae McMillan           | Stati Uniti   | O     | O     | O     | O     | XO    | XXX   |       |       |       |       |       |       |       |       | 1,68 m    | 830   |                                          |
| 36  | B      | Karolina Tymińska          | Polonia       | --    | --    | XO    | O     | XXO   | XXX   |       |       |       |       |       |       |       |       | 1,68 m    | 830   |                                          |
| 37  | B      | Sara Aerta                 | Belgio        | --    | --    | O     | XO    | XXX   |       |       |       |       |       |       |       |       |       | 1,65 m    | 795   | Miglior prestazione personale stagionale |
| 38  | B      | Louise Hazel               | Gran Bretagna | O     | O     | XXX   |       |       |       |       |       |       |       |       |       |       |       | 1,59 m    | 724   |                                          |
| -   | B      | Margaret Simpson           | Ghana         |       |       |       |       |       |       |       |       |       |       |       |       |       |       | DNS       | DNS   |                                          |

### Getto del peso
Venerdì 3 agosto.
Gruppo A e gruppo B ore 19:00.
| Pos | Gruppo | Atleta                     | Paese         | Lanci    | Lanci    | Lanci    | Risultato | Punti | Note                          |
| Pos | Gruppo | Atleta                     | Paese         | Lancio 1 | Lancio 2 | Lancio 3 | Risultato | Punti | Note                          |
| --- | ------ | -------------------------- | ------------- | -------- | -------- | -------- | --------- | ----- | ----------------------------- |
| 1   | A      | Austra Skujytė             | Lituania      | 15,96    | X        | 17,31    | 17,31     | 1016  | Record mondiale               |
| 2   | A      | Natalija Dobryns'ka        | Ucraina       | X        | X        | 15,05    | 15,05     | 864   |                               |
| 3   | A      | Julia Machtig              | Germania      | 14,99    | X        | X        | 14,99     | 860   |                               |
| 4   | A      | Chantae Mcmillan           | Stati Uniti   | 14,24    | 14,03    | 14,92    | 14,92     | 856   |                               |
| 5   | A      | Jessica Zelinka            | Canada        | 14,03    | 14,81    | 13,70    | 14,81     | 848   |                               |
| 6   | B      | Kristina Savickaja         | Russia        | 14,77    | 14,20    | X        | 14,77     | 845   | Miglior prestazione personale |
| 7   | A      | Lilli Schwarzkopf          | Germania      | 13,94    | 13,86    | 14,77    | 14,77     | 845   |                               |
| 8   | B      | Sara Aerts                 | Belgio        | 13,60    | 14,43    | X        | 14,43     | 823   | Miglior prestazione personale |
| 9   | A      | Sharon Day                 | Stati Uniti   | 13,72    | 13,91    | 14,28    | 14,28     | 813   | =                             |
| 10  | A      | Jessica Ennis              | Gran Bretagna | 13,85    | 14,28    | 13,02    | 14,28     | 813   |                               |
| 11  | A      | Antoinette Nana Djimou Ida | Francia       | 13,10    | 14,26    | 13,89    | 14,26     | 811   |                               |
| 12  | A      | Jessica Samuelsson         | Svezia        | 14,18    | 14,11    | 13,71    | 14,18     | 806   |                               |
| 13  | B      | Jennifer Oeser             | Germania      | 13,67    | 14,16    | 13,81    | 14,16     | 805   |                               |
| 14  | A      | Tat'jana Černova           | Russia        | 13,56    | X        | 14,17    | 14,17     | 805   |                               |
| 15  | A      | Jana Maksimava             | Bielorussia   | 13,88    | 13,77    | 14,09    | 14,09     | 800   |                               |
| 16  | A      | Ljudmyla Josypenko         | Ucraina       | 13,90    | X        | 13,40    | 13,90     | 787   |                               |
| 17  | A      | Karolina Tymińska          | Polonia       | 13,31    | 13,74    | 13,46    | 13,74     | 777   |                               |
| 18  | A      | Ol'ga Kurban               | Russia        | 13,71    | 13,25    | 13,26    | 13,71     | 775   |                               |
| 19  | A      | Dafne Schippers            | Paesi Bassi   | 13,33    | 13,67    | X        | 13,67     | 772   |                               |
| 20  | B      | Nadine Broersen            | Paesi Bassi   | 12,16    | 13,24    | 13,57    | 13,57     | 765   |                               |
| 21  | B      | Gyorgyi Farkas             | Ungheria      | 13,55    | 13,49    | X        | 13,55     | 764   |                               |
| 22  | A      | Aiga Grabuste              | Lettonia      | 12,28    | 13,52    | X        | 13,52     | 762   |                               |
| 23  | B      | Ida Marcussen              | Norvegia      | 12,70    | 13,17    | 13,46    | 13,46     | 758   |                               |
| 24  | B      | Marisa De Aniceto          | Francia       | 12,23    | 12,52    | 13,09    | 13,09     | 733   | Miglior prestazione personale |
| 25  | A      | Hanna Mel'nyčenko          | Ucraina       | 12,85    | 12,75    | 12,96    | 12,96     | 725   |                               |
| 26  | B      | Sofia Yfantidou            | Grecia        | 12,78    | 12,96    | X        | 12,96     | 725   |                               |
| 27  | A      | Eliška Klučinová           | Rep. Ceca     | 12,93    | X        | X        | 12,93     | 723   |                               |
| 28  | B      | Brianne Theisen            | Canada        | 12,89    | 12,62    | 12,84    | 12,89     | 720   | Miglior prestazione personale |
| 29  | B      | Louise Hazel               | Gran Bretagna | 11,69    | 12,41    | 12,81    | 12,81     | 715   |                               |
| 30  | B      | Uhunoma Osazuwa            | Nigeria       | 12,21    | 12,77    | 12,05    | 12,77     | 712   |                               |
| 31  | B      | Laura Ikauniece            | Lettonia      | 11,67    | 11,48    | 12,64    | 12,64     | 704   |                               |
| 32  | B      | Ellen Sprunger             | Svizzera      | 11,48    | 11,58    | 12,62    | 12,62     | 702   |                               |
| 33  | B      | Grit Sadeiko               | Estonia       | 12,43    | 12,19    | X        | 12,43     | 690   |                               |
| 34  | B      | Sarah Cowley               | Nuova Zelanda | 12,23    | 11,97    | 12,37    | 12,37     | 686   |                               |
| 35  | B      | Ivona Dadic                | Austria       | 12,19    | 11,13    | X        | 12,19     | 674   |                               |
| 36  | B      | Hyleas Fountain            | Stati Uniti   | 11,99    | 11,84    | 11,40    | 11,99     | 660   |                               |
| 37  | A      | Irina Karpova              | Kazakistan    | 11,68    | X        | 11,39    | 11,68     | 640   |                               |
| 38  | B      | Katarina Johnson-Thompson  | Gran Bretagna | 11,29    | 10,88    | 11,32    | 11,32     | 616   |                               |
| -   | B      | Margaret Simpson           | Ghana         | DNS      | DNS      | DNS      | DNS       | -     |                               |

### 200 metri
Venerdì 3 agosto, 20:45.

#### Batteria 1
| Pos | Atleta            | Paese       | Tempo | Punti | Note                          |
| --- | ----------------- | ----------- | ----- | ----- | ----------------------------- |
| 1   | Karolina Tymińska | Polonia     | 23,71 | 1009  |                               |
| 2   | Nadine Broersen   | Paesi Bassi | 25,13 | 875   | Miglior prestazione personale |
| 3   | Marisa De Aniceto | Francia     | 25,26 | 863   |                               |
| 4   | Jana Maksimava    | Bielorussia | 25,43 | 848   |                               |
| 5   | Gyorgyi Farkas    | Ungheria    | 25,72 | 822   |                               |
| 6   | Sofia Yfantidou   | Grecia      | 25,91 | 805   |                               |
| -   | Margaret Simpson  | Ghana       | NP    | -     |                               |

#### Batteria 2
| Pos | Atleta              | Paese         | Tempo | Punti | Note |
| --- | ------------------- | ------------- | ----- | ----- | ---- |
| 1   | Louise Hazel        | Gran Bretagna | 24,48 | 935   |      |
| 2   | Natalija Dobryns'ka | Ucraina       | 24,69 | 915   |      |
| 3   | Lilli Schwarzkopf   | Germania      | 24,77 | 908   |      |
| 4   | Ida Marcussen       | Norvegia      | 25,15 | 873   |      |
| 5   | Julia Machtig       | Germania      | 25,38 | 852   |      |
| 6   | Irina Karpova       | Kazakistan    | 25,42 | 849   |      |
| 7   | Austra Skujytė      | Lituania      | 25,43 | 848   |      |
| 8   | Sarah Cowley        | Nuova Zelanda | 25,60 | 833   |      |

#### Batteria 3
| Pos | Atleta                     | Paese       | Tempo | Punti | Note                          |
| --- | -------------------------- | ----------- | ----- | ----- | ----------------------------- |
| 1   | Ellen Sprungen             | Svizzera    | 23,59 | 1020  | Miglior prestazione personale |
| 2   | Laura Ikauniece            | Lettonia    | 24,16 | 965   | Miglior prestazione personale |
| 3   | Jennifer Oeser             | Germania    | 24,39 | 944   |                               |
| 4   | Kristina Savickaja         | Russia      | 24,46 | 937   | Miglior prestazione personale |
| 5   | Antoinette Nana Djimou Ida | Francia     | 24,72 | 913   |                               |
| 6   | Eliška Klučinová           | Rep. Ceca   | 25,00 | 887   |                               |
| 7   | Chantae Mcmillan           | Stati Uniti | 25,25 | 864   |                               |
| -   | Aiga Grabuste              | Lettonia    | NP    | -     |                               |

#### Batteria 4
| Pos | Atleta             | Paese       | Tempo | Punti | Note                          |
| --- | ------------------ | ----------- | ----- | ----- | ----------------------------- |
| 1   | Hyleas Fountain    | Stati Uniti | 23,64 | 1016  |                               |
| 2   | Ljudmyla Josypenko | Ucraina     | 23,68 | 1012  | =                             |
| 3   | Hanna Mel'nyčenko  | Ucraina     | 24,09 | 972   | Miglior prestazione personale |
| 4   | Grit Sadeiko       | Estonia     | 24,25 | 957   |                               |
| 5   | Jessica Samuelsson | Svezia      | 24,25 | 957   |                               |
| 6   | Ivona Dadic        | Austria     | 24,29 | 953   |                               |
| 7   | Sharon Day         | Stati Uniti | 24,36 | 946   |                               |
| 8   | Uhunoma Osazuwa    | Nigeria     | 24,62 | 922   |                               |

#### Batteria 5
| Pos | Atleta                    | Paese         | Tempo | Punti | Note                          |
| --- | ------------------------- | ------------- | ----- | ----- | ----------------------------- |
| 1   | Dafne Schippers           | Paesi Bassi   | 22,83 | 1096  |                               |
| 2   | Jessica Ennis             | Gran Bretagna | 22,83 | 1096  | Miglior prestazione personale |
| 3   | Jessica Zelinka           | Canada        | 23,32 | 1047  | Miglior prestazione personale |
| 4   | Tat'jana Černova          | Russia        | 23,67 | 1013  |                               |
| 5   | Katarina Johnson-Thompson | Gran Bretagna | 23,73 | 1007  | Miglior prestazione personale |
| 6   | Ol'ga Kurban              | Russia        | 23,88 | 992   |                               |
| 7   | Brianne Theisen           | Canada        | 24,35 | 947   |                               |
| -   | Sara Aerts                | Belgio        | RIT.  | -     |                               |

### Punteggi al termine della prima giornata
I punteggi complessivi ottenuti dalle atlete al termine della prima giornata di gare sono stati i seguenti:
| Pos | Atleta                     | Paese         | Punti |
| --- | -------------------------- | ------------- | ----- |
| 1   | Jessica Ennis              | Gran Bretagna | 4158  |
| 2   | Austra Skujytė             | Lituania      | 3974  |
| 3   | Jessica Zelinka            | Canada        | 3903  |
| 4   | Ljudmyla Josypenko         | Ucraina       | 3902  |
| 5   | Hyleas Fountain            | Stati Uniti   | 3900  |
| 6   | Dafne Schippers            | Paesi Bassi   | 3899  |
| 7   | Kristina Savickaja         | Russia        | 3867  |
| 8   | Lilli Schwarzkopf          | Germania      | 3855  |
| 9   | Tat'jana Černova           | Russia        | 3849  |
| 10  | Natalija Dobryns'ka        | Ucraina       | 3835  |
| 11  | Antoinette Nana Djimou Ida | Francia       | 3832  |
| 12  | Jennifer Oeser             | Germania      | 3789  |
| 13  | Ol'ga Kurban               | Russia        | 3786  |
| 14  | Katarina Johnson-Thompson  | Gran Bretagna | 3769  |
| 15  | Brianne Theisen            | Canada        | 3763  |
| 16  | Hanna Mel'nyčenko          | Ucraina       | 3752  |
| 17  | Jessica Samuelsson         | Svezia        | 3743  |
| 18  | Sharon Day                 | Stati Uniti   | 3740  |
| 19  | Nadine Broersen            | Paesi Bassi   | 3724  |
| 19  | Jana Maksimava             | Bielorussia   | 3724  |
| 21  | Karolina Tymińska          | Polonia       | 3707  |
| 22  | Laura Ikauniece            | Lettonia      | 3705  |
| 23  | Ellen Sprungen             | Svizzera      | 3661  |
| 24  | Uhunoma Osazuwa            | Nigeria       | 3631  |
| 25  | Chantae Mcmillan           | Stati Uniti   | 3602  |
| 26  | Grit Sadeiko               | Estonia       | 3600  |
| 27  | Eliška Klučinová           | Rep. Ceca     | 3565  |
| 28  | Ivona Dadic                | Austria       | 3503  |
| 29  | Györgyi Farkas             | Ungheria      | 3496  |
| 30  | Sarah Cowley               | Nuova Zelanda | 3482  |
| 31  | Marisa De Aniceto          | Francia       | 3478  |
| 32  | Julia Machtig              | Germania      | 3445  |
| 33  | Ida Marcussen              | Norvegia      | 3428  |
| 34  | Louise Hazel               | Gran Bretagna | 3427  |
| 35  | Sofia Yfantidou            | Grecia        | 3364  |
| 36  | Irina Karpova              | Kazakistan    | 3268  |
| 37  | Sara Aerts                 | Belgio        | 2751  |
| -   | Aiga Grabuste              | Lettonia      | -     |
| -   | Margaret Simpson           | Ghana         | -     |

## Seconda giornata

### Salto in lungo
Sabato, 4 agosto 2012 10:05 BST
| Pos | Gruppo | Atleta                     | Paese         | Salti   | Salti   | Salti   | Risultato | Punti | Note                          |
| Pos | Gruppo | Atleta                     | Paese         | Salto 1 | Salto 2 | Salto 3 | Risultato | Punti | Note                          |
| --- | ------ | -------------------------- | ------------- | ------- | ------- | ------- | --------- | ----- | ----------------------------- |
| 1   | B      | Tat'jana Černova           | Russia        | 6,44    | 6,54    | 6,40    | 6,54      | 1020  |                               |
| 2   | B      | Jessica Ennis              | Gran Bretagna | 5,95    | 6,40    | 6,48    | 6,48      | 1001  |                               |
| 3   | B      | Hanna Mel'nyčenko          | Ucraina       | 6,40    | X       | 6,30    | 6,40      | 975   |                               |
| 4   | B      | Ljudmyla Josypenko         | Ucraina       | 6,20    | 6,31    | 6,09    | 6,31      | 946   |                               |
| 5   | A      | Lilli Schwarzkopf          | Germania      | 6,30    | X       | 6,30    | 6,30      | 943   |                               |
| 6   | B      | Dafne Schippers            | Paesi Bassi   | 6,27    | 6,28    | X       | 6,28      | 937   |                               |
| 7   | B      | Austra Skujytė             | Lituania      | X       | 6,25    | 6,17    | 6,25      | 927   |                               |
| 8   | A      | Kristina Savickaja         | Russia        | 6,21    | X       | X       | 6,21      | 915   | Miglior prestazione personale |
| 9   | B      | Katarina Johnson-Thompson  | Gran Bretagna | 6,03    | 6,19    | 6,01    | 6,19      | 908   |                               |
| 10  | A      | Jessica Samuelsson         | Svezia        | 6,10    | 6,03    | 6,18    | 6,18      | 905   |                               |
| 11  | B      | Laura Ikauniece            | Lettonia      | 6,10    | 6,08    | 6,13    | 6,13      | 890   |                               |
| 12  | B      | Eliška Klučinová           | Rep. Ceca     | 6,10    | 5,79    | 6,13    | 6,13      | 890   |                               |
| 13  | B      | Antoinette Nana Djimou Ida | Francia       | 5,96    | 6,13    | 6,07    | 6,13      | 890   |                               |
| 14  | A      | Grit Sadeiko               | Estonia       | 5,97    | 6,11    | X       | 6,11      | 883   |                               |
| 15  | B      | Jennifer Oeser             | Germania      | X       | 6,07    | 6,00    | 6,07      | 871   |                               |
| 16  | A      | Györgyi Farkas             | Ungheria      | 5,88    | 5,45    | 6,07    | 6,07      | 871   |                               |
| 17  | B      | Hyleas Fountain            | Stati Uniti   | X       | 6,05    | X       | 6,05      | 865   |                               |
| 18  | A      | Brianne Theisen            | Canada        | 5,96    | 6,01    | 4,86    | 6,01      | 853   | Miglior prestazione personale |
| 19  | A      | Ivona Dadic                | Austria       | 6,00    | 5,90    | 5,92    | 6,00      | 850   |                               |
| 20  | A      | Sarah Cowley               | Nuova Zelanda | 5,56    | X       | 6,00    | 6,00      | 850   |                               |
| 21  | A      | Jana Maksimava             | Bielorussia   | X       | 5,88    | 5,99    | 5,99      | 846   |                               |
| 22  | A      | Nadine Broersen            | Paesi Bassi   | X       | 5,94    | X       | 5,94      | 831   |                               |
| 23  | A      | Jessica Zelinka            | Canada        | 5,85    | 5,87    | 5,91    | 5,91      | 822   | Miglior prestazione personale |
| 24  | A      | Ellen Sprungen             | Svizzera      | 5,81    | 5,88    | 5,76    | 5,88      | 813   |                               |
| 25  | A      | Sharon Day                 | Stati Uniti   | X       | 5,83    | 5,85    | 5,85      | 804   |                               |
| 26  | B      | Ol'ga Kurban               | Russia        | 5,72    | X       | 5,83    | 5,83      | 798   |                               |
| 27  | B      | Ida Marcussen              | Norvegia      | X       | 5,82    | X       | 5,82      | 795   |                               |
| 28  | A      | Sofia Yfantidou            | Grecia        | 5,81    | 5,53    | X       | 5,81      | 792   |                               |
| 29  | A      | Louise Hazel               | Gran Bretagna | 5,45    | 5,56    | 5,77    | 5,77      | 780   | Miglior prestazione personale |
| 30  | A      | Marisa De Aniceto          | Francia       | X       | 5,76    | X       | 5,76      | 777   |                               |
| 31  | B      | Uhunoma Osazuwa            | Nigeria       | X       | 5,74    | X       | 5,74      | 771   |                               |
| 32  | A      | Irina Karpova              | Kazakistan    | 5,70    | 5,46    | X       | 5,70      | 759   |                               |
| 33  | A      | Chantae Mcmillan           | Stati Uniti   | 5,10    | 5,21    | 5,37    | 5,37      | 663   |                               |
| 34  | B      | Julia Machtig              | Germania      | X       | X       | 4,06    | 4,06      | 322   |                               |
| 35  | B      | Natalija Dobryns'ka        | Ucraina       | X       | X       | 3,70    | 3,70      | 242   |                               |
| 36  | B      | Karolina Tymińska          | Polonia       | X       | X       | X       | NM        | 0     |                               |
| -   | A      | Sara Aerts                 | Belgio        | NP      | NP      | NP      | NP        | -     |                               |
| -   | B      | Aiga Grabuste              | Lettonia      | NP      | NP      | NP      | NP        | -     |                               |

### Lancio del giavellotto
Sabato, 4 agosto 2012 12:05 BST
| Pos | Gruppo | Atleta                     | Paese         | Lanci    | Lanci    | Lanci    | Risultato | Punti | Note                          |
| Pos | Gruppo | Atleta                     | Paese         | Lancio 1 | Lancio 2 | Lancio 3 | Risultato | Punti | Note                          |
| --- | ------ | -------------------------- | ------------- | -------- | -------- | -------- | --------- | ----- | ----------------------------- |
| 1   | B      | Sofia Yfantidou            | Grecia        | 54,54    | 56,96    | 54,79    | 56,96     | 995   | Record olimpico               |
| 2   | B      | Antoinette Nana Djimou Ida | Francia       | 55,87    | 53,78    | 51,48    | 55,87     | 974   | Miglior prestazione personale |
| 3   | B      | Marisa De Aniceto          | Francia       | 49,23    | 51,98    | 50,98    | 51,98     | 899   | Miglior prestazione personale |
| 4   | B      | Nadine Broersen            | Paesi Bassi   | 50,16    | 51,98    | 48,63    | 51,98     | 899   |                               |
| 5   | B      | Lilli Schwarzkopf          | Germania      | 49,37    | 51,73    | X        | 51,73     | 894   |                               |
| 6   | B      | Laura Ikauniece            | Lettonia      | 48,09    | 48,44    | 51,27    | 51,27     | 885   |                               |
| 7   | B      | Austra Skujytė             | Lituania      | 48,64    | X        | 51,13    | 51,13     | 882   |                               |
| 8   | B      | Chantae Mcmillan           | Stati Uniti   | 45,12    | 49,56    | 49,78    | 49,78     | 856   |                               |
| 9   | B      | Ljudmyla Josypenko         | Ucraina       | 49,63    | 47,70    | X        | 49,63     | 853   |                               |
| 10  | B      | Jessica Ennis              | Gran Bretagna | 46,61    | 45,99    | 47,49    | 47,49     | 812   | Miglior prestazione personale |
| 11  | A      | Louise Hazel               | Gran Bretagna | 39,90    | 42,17    | 47,38    | 47,38     | 809   | Miglior prestazione personale |
| 12  | B      | Jennifer Oeser             | Germania      | 44,59    | 46,61    | 46,29    | 46,61     | 795   |                               |
| 13  | A      | Györgyi Farkas             | Ungheria      | 43,74    | 43,49    | 46,52    | 46,52     | 793   |                               |
| 14  | B      | Brianne Theisen            | Canada        | 46,47    | 45,12    | 45,13    | 46,47     | 792   | Miglior prestazione personale |
| 15  | B      | Tat'jana Černova           | Russia        | 46,29    | 45,09    | 44,76    | 46,29     | 788   |                               |
| 16  | A      | Jessica Zelinka            | Canada        | 40,22    | 41,82    | 45,75    | 45,75     | 778   | Miglior prestazione personale |
| 17  | B      | Eliška Klučinová           | Rep. Ceca     | 45,65    | X        | X        | 45,65     | 776   |                               |
| 18  | B      | Ellen Sprungen             | Svizzera      | 40,98    | 41,24    | 45,63    | 45,63     | 776   |                               |
| 19  | B      | Julia Machtig              | Germania      | X        | 43,79    | 44,40    | 44,40     | 752   |                               |
| 20  | A      | Grit Sadeiko               | Estonia       | 44,12    | X        | 43,31    | 44,12     | 747   |                               |
| 21  | A      | Sharon Day                 | Stati Uniti   | 42,54    | 43,90    | 43,66    | 43,90     | 742   |                               |
| 22  | A      | Hanna Mel'nyčenko          | Ucraina       | 43,86    | 40,05    | 41,01    | 43,86     | 742   |                               |
| 23  | B      | Kristina Savickaja         | Russia        | 39,41    | 30,04    | 43,70    | 43,70     | 738   |                               |
| 24  | A      | Jana Maksimava             | Bielorussia   | 40,60    | 42,33    | 42,24    | 42,33     | 712   |                               |
| 25  | B      | Ida Marcussen              | Norvegia      | 42,26    | 42,23    | X        | 42,26     | 711   |                               |
| 26  | A      | Jessica Samuelsson         | Svezia        | 38,15    | 39,93    | 42,02    | 42,02     | 706   | Miglior prestazione personale |
| 27  | A      | Sarah Cowley               | Nuova Zelanda | 41,90    | 39,32    | 36,05    | 41,90     | 704   | Miglior prestazione personale |
| 28  | A      | Ivona Dadic                | Austria       | 41,82    | 36,11    | X        | 41,82     | 702   | Miglior prestazione personale |
| 29  | A      | Ol'ga Kurban               | Russia        | 38,58    | 34,34    | 40,36    | 40,36     | 674   |                               |
| 30  | A      | Katarina Johnson-Thompson  | Gran Bretagna | X        | 24,84    | 38,37    | 38,37     | 636   |                               |
| 31  | A      | Dafne Schippers            | Paesi Bassi   | 34,63    | 35,86    | 36,63    | 36,63     | 603   |                               |
| 32  | A      | Irina Karpova              | Kazakistan    | 35,75    | 34,11    | 30,99    | 35,75     | 586   |                               |
| 33  | A      | Hyleas Fountain            | Stati Uniti   | X        | 21,60    | X        | 21,60     | 319   |                               |
| -   | A      | Sara Aerts                 | Belgio        | DNS      | DNS      | DNS      | DNS       | -     |                               |
| -   | A      | Natalija Dobryns'ka        | Ucraina       | DNS      | DNS      | DNS      | DNS       | -     |                               |
| -   | A      | Uhunoma Osazuwa            | Nigeria       | DNS      | DNS      | DNS      | DNS       | -     |                               |
| -   | A      | Karolina Tymińska          | Polonia       | DNS      | DNS      | DNS      | DNS       | -     |                               |
| -   | B      | Aiga Grabuste              | Lettonia      | DNS      | DNS      | DNS      | DNS       | -     |                               |

### 800 metri
| Posizione | Batteria | Atleta                     | Nazionalità   | Risultato | Punti | Note |
| --------- | -------- | -------------------------- | ------------- | --------- | ----- | ---- |
| 1         | 4        | Jessica Ennis              | Gran Bretagna | 2:08.65   | 984   | SB   |
| 2         | 4        | Jessica Zelinka            | Canada        | 2:09.15   | 977   | SB   |
| 3         | 3        | Brianne Theisen            | Canada        | 2:09.27   | 975   | PB   |
| 4         | 4        | Tatyana Chernova           | Russia        | 2:09.56   | 971   |      |
| 5         | 4        | Lilli Schwarzkopf          | Germania      | 2:10.50   | 957   | SB   |
| 6         | 3        | Katarina Johnson-Thompson  | Gran Bretagna | 2:10.76   | 954   | PB   |
| 7         | 3        | Sharon Day                 | Stati Uniti   | 2:11.31   | 946   | PB   |
| 8         | 3        | Jessica Samuelsson         | Svezia        | 2:11.31   | 946   |      |
| 9         | 4        | Laura Ikauniece            | Lettonia      | 2:12.13   | 934   | PB   |
| 10        | 4        | Kristina Savitskaya        | Russia        | 2:12.27   | 932   | PB   |
| 11        | 3        | Hanna Melnychenko          | Ucraina       | 2:12.90   | 923   | SB   |
| 12        | 4        | Lyudmyla Yosypenko         | Ucraina       | 2:13.28   | 917   | SB   |
| 13        | 2        | Yana Maksimava             | Bielorussia   | 2:13.37   | 916   | SB   |
| 14        | 1        | Ida Marcussen              | Norvegia      | 2:13.62   | 912   |      |
| 15        | 3        | Dafne Schippers            | Paesi Bassi   | 2:15.52   | 885   | PB   |
| 16        | 1        | Ivona Dadic                | Austria       | 2:15.90   | 880   |      |
| 17        | 4        | Antoinette Nana Djimou Ida | Francia       | 2:15.94   | 880   | PB   |
| 18        | 2        | Eliška Klučinová           | Rep. Ceca     | 2:16.08   | 878   | SB   |
| 19        | 2        | Marisa De Aniceto          | Francia       | 2:16.20   | 876   | SB   |
| 20        | 3        | Nadine Broersen            | Paesi Bassi   | 2:16.98   | 865   | PB   |
| 21        | 2        | Ellen Sprunger             | Svizzera      | 2:17.54   | 857   |      |
| 22        | 2        | Györgyi Farkas             | Ungheria      | 2:17.83   | 853   |      |
| 23        | 1        | Louise Hazel               | Gran Bretagna | 2:18.78   | 840   |      |
| 24        | 1        | Sarah Cowley               | Nuova Zelanda | 2:19.01   | 837   |      |
| 25        | 2        | Olga Kurban                | Russia        | 2:19.82   | 826   |      |
| 26        | 1        | Julia Mächtig              | Germania      | 2:20.34   | 819   |      |
| 27        | 4        | Austra Skujytė             | Lituania      | 2:20.59   | 816   |      |
| 28        | 2        | Sofia Ifadidou             | Grecia        | 2:22.03   | 796   |      |
| 29        | 2        | Grit Šadeiko               | Estonia       | 2:23.01   | 783   |      |
| 30        | 1        | Irina Karpova              | Kazakistan    | 2:28.93   | 706   |      |
| 31        | 1        | Chantae McMillan           | Stati Uniti   | 2:40.55   | 567   |      |
| —         | 3        | Jennifer Oeser             | Germania      | DNF       | 0     |      |
| —         | 1        | Hyleas Fountain            | Stati Uniti   | DNS       | 0     |      |

## Classifica finale
| Primatista mondiale   | 7 291 p. (1988) | Jackie Joyner-Kersee | Ritirata |
| Primatista stagionale | 6 906 p. (27/5) | Jessica Ennis        | Presente |

1. ↑  Alla data del 20 luglio 2012.

| Pos     | Atleta                    | Età | Paese         | Punti | Note                          |
| ------- | ------------------------- | --- | ------------- | ----- | ----------------------------- |
| Oro     | Jessica Ennis             | 26  | Gran Bretagna | 6955  |                               |
| Argento | Lilli Schwarzkopf         | 29  | Germania      | 6649  | Miglior prestazione personale |
| Bronzo  | Austra Skujytė            | 33  | Lituania      | 6599  | Miglior prestazione personale |
| 4       | Antoinette Nana Djimou    | 27  | Francia       | 6576  | Miglior prestazione personale |
| 5       | Jessica Zelinka           | 31  | Canada        | 6480  |                               |
| 6       | Kristina Savickaja        | 21  | Russia        | 6452  |                               |
| 7       | Laura Ikauniece           | 22  | Lettonia      | 6414  | Miglior prestazione personale |
| 8       | Hanna Mel'nyčenko         | 29  | Ucraina       | 6392  |                               |
| 9       | Brianne Theisen           | 26  | Canada        | 6383  |                               |
| 10      | Dafne Schippers           | 20  | Paesi Bassi   | 6324  |                               |
| 11      | Nadine Broersen           | 22  | Paesi Bassi   | 6319  | Miglior prestazione personale |
| 12      | Jessica Samuelsson        | 27  | Svezia        | 6300  | Miglior prestazione personale |
| 13      | Katarina Johnson-Thompson | 19  | Gran Bretagna | 6267  | Miglior prestazione personale |
| 14      | Sharon Day                | 27  | Stati Uniti   | 6232  |                               |
| 15      | Jana Makszimava           | 23  | Bielorussia   | 6198  | Miglior prestazione personale |
| 16      | Eliška Klucinová          | 24  | Rep. Ceca     | 6109  |                               |
| 17      | Ellen Sprunger            | 26  | Svizzera      | 6107  |                               |
| 18      | Ol'ga Kurban              | 25  | Russia        | 6084  |                               |
| 19      | Marisa De Aniceto         | 26  | Francia       | 6030  |                               |
| 20      | Györgyi Farkas            | 27  | Ungheria      | 6013  |                               |
| 21      | Grit Šadeiko              | 23  | Estonia       | 6013  |                               |
| 22      | Sofia Yfantidou           | 27  | Grecia        | 5947  |                               |
| 23      | Ivona Dadic               | 19  | Austria       | 5935  |                               |
| 24      | Sarah Cowley              | 28  | Nuova Zelanda | 5873  |                               |
| 25      | Louise Hazel              | 27  | Gran Bretagna | 5856  |                               |
| 26      | Ida Marcussen             | 25  | Norvegia      | 5846  |                               |
| 27      | Chantae McMillan          | 24  | Stati Uniti   | 5688  |                               |
| 28      | Jennifer Oeser            | 29  | Germania      | 5455  |                               |
| 29      | Julia Mächtig             | 26  | Germania      | 5338  |                               |
| 30      | Irina Karpova             | 32  | Kazakistan    | 5319  |                               |
|         | Hyleas Fountain           | 31  | Stati Uniti   | dnf   |                               |
|         | Natalija Dobryns'ka       | 30  | Ucraina       | dnf   |                               |
|         | Uhunoma Osazuwa           | 25  | Nigeria       | dnf   |                               |
|         | Karolina Tymińska         | 28  | Polonia       | dnf   |                               |
|         | Sara Aerts                | 28  | Belgio        | dnf   |                               |
|         | Aiga Grabuste             | 24  | Lettonia      | dnf   |                               |
|         | Margaret Simpson          | 31  | Ghana         | dns   |                               |
| dq      | Tat'jana Černova          |     | Russia        | 6628  |                               |
| dq      | Ljudmyla Josypenko        |     | Ucraina       | 6618  |                               |